# 찰리 베넌티
찰리 베넌티(Charlie Benante, 1962년 11월 27일 ~ )는 미국 헤비메탈 밴드 앤스랙스의 드러머이다.